# ليونيل رييس
ليونيل رييس (بالإسبانية: Leonel Reyes)‏ (19 نوفمبر 1976 بلاباز في بوليفيا - ) هو مدرب كرة قدم ولاعب كرة قدم بوليفي في مركز الوسط. شارك مع منتخب بوليفيا لكرة القدم. أما مع النوادي، فقد لعب مع ذي سترونغيست ونادي بوليفار وClub Universidad Iberoamericana ‏.

## مسيرته الكروية
لعب ليونيل رييس خلال مسيرته الاحترافية مع 3 أندية في ثلاثة عشر موسمًا وسجل خلالها 10 أهداف ضمن 305 مباراة. حيث فاز في موسمين بالكأس وفي خمسة مواسم بالدوري.
خاض ليونيل رييس مسيرته مع Club Universidad Iberoamericana ‏ في موسم 2000 ليلعب معه أربعة مواسم، مشاركًا في 111 مباراة سجل خلالها 6 أهداف. ثم انتقل إلى نادي بوليفار في موسم 2004 ليلعب معه سبعة مواسم، حيث شارك في 156 مباراة سجل خلالها 4 أهداف. لينتقل بعدها إلى نادي ذي سترونغيست في عامي 2011-2013 ولمدة موسمين، مشاركًا في 38 مباراة ولم يسجل أي هدف.

## وصلات خارجية
- ليونيل رييس على موقع إي إس بي إن إف سي (الإنجليزية)
- ليونيل رييس على موقع قاعدة بيانات كرة القدم.إي يو (الإنجليزية)
- ليونيل رييس على موقع ناشيونال فوتبول تيمز (الإنجليزية)
- ليونيل رييس على موقع Soccerway.com (الإنجليزية)